# Emmanuel de Blommaert
Emmanuel de Blommaert, född 15 oktober 1875 i Blicquy, död 12 april 1944 i Mazy, var en belgisk ryttare.
Han blev olympisk bronsmedaljör i hoppning vid sommarspelen 1912 i Stockholm.